# Dunmanway
Dunmanway (en irlandès Dúnmaonmhuí) és una vila al comtat de Cork, a la província de Munster. Es troba a la regió de Cork Oest.

## Demografia
La població va créixer 52% en el període de 2002 a 2006. El cens de 2002 va informar que havia 1.532 persones que vivien a Dunmanway i el cens de 2006 informa que la ciutat té una població de 2.328 habitants.
La immigració a la ciutat i els seus voltants va començar en la dècada de 1970, en particular des del Regne Unit, Alemanya i Països Baixos. La immigració procedent d'aquests països està encara en curs, principalment en la forma de persones que se senten atrets pel ritme de vida relaxat, que és la norma a Cork Oest. En la dècada de 2000, la immigració a Dunmanway adquirir un major ritme que l'economia del Tigre Celta va començar a prendre força. Avui Dunmanway hi ha percentatges molt considerables de polonesos, letons i britànics. A més d'aquests, hi ha petits grups de txecs, hongaresos, estonians, alemanys, austríacs, neerlandesos i xinesos, juntament amb persones de molts altres països.

## Història
Referències del segle xix daten la fundació de Dunmanway a finals del segle xvii, quan la corona anglesa va instal·lar-hi una colònia per proporcionar un lloc de descans per a les tropes que marxaven entre Bandon i Bantry. El 1700, una trentena de famílies vivien a la ciutat.
Sir Richard Cox, Lord Canceller d'Irlanda des de 1703 fins a 1707, fou el més important mecenes de la ciutat. Cox va obtenir una beca del rei Guillem III per celebrar els dies de mercat i fires a la ciutat i va encoratjar fermament el desenvolupament de la indústria local del lli. Amb aquest fi, Cox importà artesans de l'Ulster per a ensenyar les habilitats que calien. Patrocinà nombrosos incentius per als residents locals que participessin en la fabricació de roba, incloent el lloguer d'habitatges lliures per als millors productors, bonificacions per als treballadors eficients, recompenses per a les col·legiales que mostressin habilitats teixidores i concursos de producció amb premis generosos. En 1735 la ciutat tenia quaranta cases i dues-centes o tres-centes persones. En 1747, la indústria de la roba de llit estava ben establerta, i el cens de personal de Cox va registrar 557 persones. Dos anys més tard, es va elevar a 807.
Les polítiques lliurecanvistes d'Anglaterra van provocar l'abandó a les mesures proteccionistes al lli en 1827. En 1837 el Topographical Dictionary of Ireland de Samuel Lewis recollia una població de 2.738 habitants. Però Cork Oest fou colpejat molt durament durant la Gran Fam Irlandesa. A principis de la dècada de 1850, arran de les migracions i els desallotjaments posteriors a la fam, més del setanta per cent dels residents Dunmanway no posseïa terres.
El 28 de novembre de 1921, durant la Guerra Angloirlandesa (1919-1921), disset soldats de la Divisió Auxiliar britànica van ser assassinats per l'Exèrcit Republicà Irlandès en l'emboscada de Kilmichael (prop de Dunmanway). El posterior saqueig i incendi de la ciutat de Cork per les forces britàniques podria estar-ne relacionat. El 15 de desembre 1920, un auxiliar matà d'un tret el sacerdot local, Canon Magner, per negar-se a doblar les campanes de la seva església el Dia de l'Armistici; un noi de la zona, Tadhg Crowley, també va ser assassinat en un incident aparentment casual. Després de la treva declarada al juliol de 1921 l'IRA local va matar un nombre de presumptes informants. Continua la controvèrsia en particular, per la mort de deu homes (entre ells tres residents de Dunmanway) en la primavera de 1922, tots ells protestants (veure assassinats de Dunmanway).